# Jaskinia Trójkątna
Jaskinia Trójkątna (Jaskinia Wielkoturniańska) – jaskinia w Dolinie Małej Łąki w Tatrach Zachodnich. Wejście do niej położone jest w zachodnim zboczu Wielkiej Turni, poniżej jej szczytu, na wysokości 1839 m n.p.m. Długość jaskini wynosi 10 metrów, a jej deniwelacja 3,5 metra.

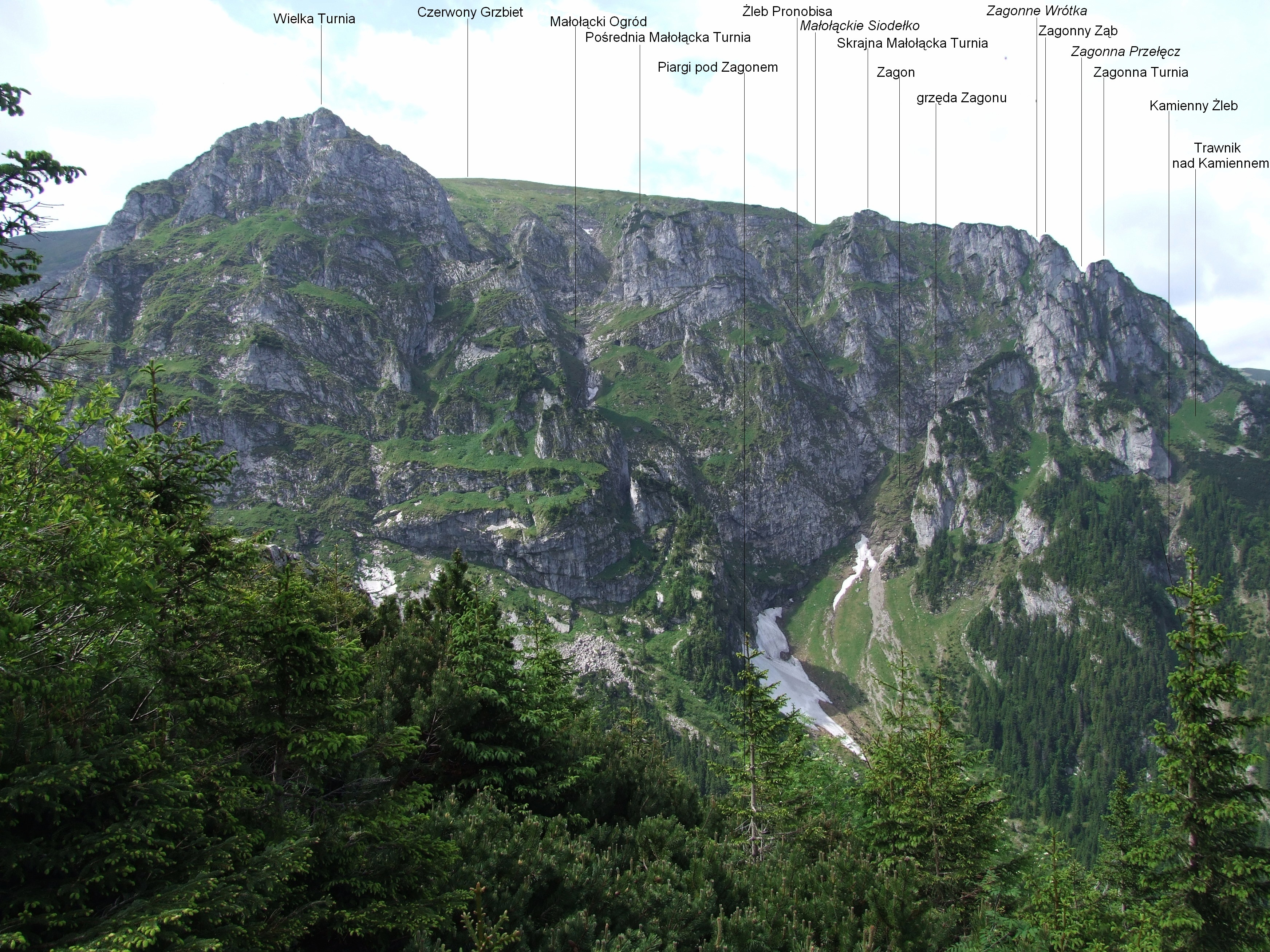
Wielka Turnia w Dolinie Małej Łąki

## Opis jaskini
Główną częścią jaskini jest sala, do której prowadzi, z niewielkiego otworu wejściowego, 3,5-metrowa studzienka. Z sali odchodzą dwa krótkie korytarzyki zakończone namuliskiem.

## Przyroda
W jaskini brak jest nacieków i roślinności.

## Historia odkryć
Brak jest informacji o odkrywcach jaskini. Jej pierwszy plan i opis sporządził B. Koisar w 1969 roku.